# Long Buckby
Long Buckby är en ort och civil parish i Storbritannien.   Den ligger i grevskapet Northamptonshire i riksdelen England, i den södra delen av landet, 110 km nordväst om huvudstaden London. Long Buckby ligger 141 meter över havet och antalet invånare är 3 911.
Terrängen runt Long Buckby är platt. Runt Long Buckby är det ganska tätbefolkat, med 120 invånare per kvadratkilometer. Närmaste större samhälle är Northampton, 14,6 km öster om Long Buckby. Trakten runt Long Buckby består till största delen av jordbruksmark.